# Molophilus (Molophilus) metpadinga
Molophilus (Molophilus) metpadinga is een tweevleugelige uit de familie steltmuggen (Limoniidae). De soort komt voor in het Australaziatisch gebied.